# Samsung Life Insurance

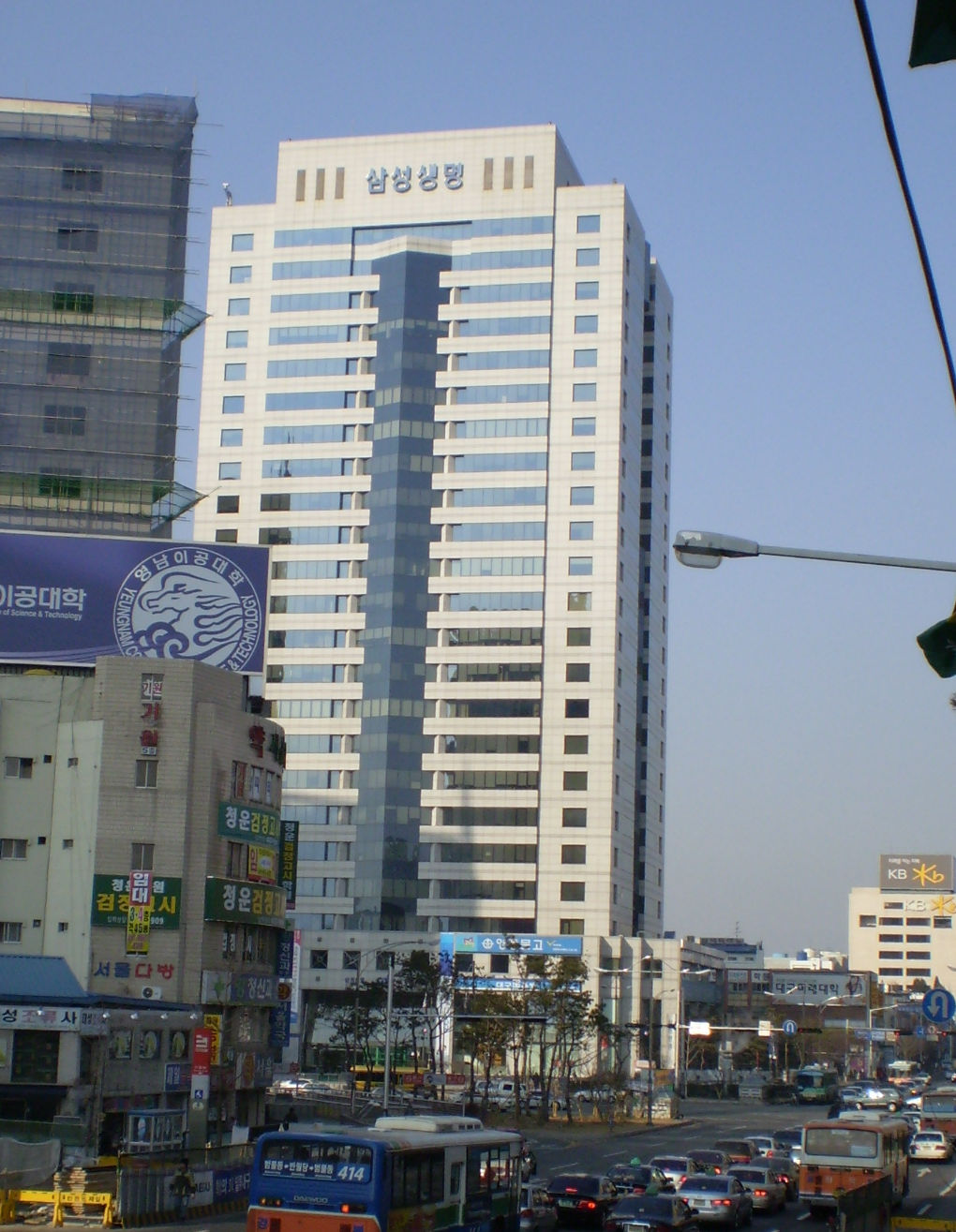
Edifício da Samsung Life Insurance em Daegu na Coreia do Sul.

Samsung Life Insurance (em coreano:  삼성생명) é uma seguradora multinacional sul-coreana sediada em Seul, Coreia do Sul, e uma das subsidiárias do Grupo Samsung. É a maior empresa de seguros da Coreia do Sul e faz parte da lista Fortune Global 500.
Os principais produtos da Samsung Life incluem seguros de vida e saúde e anuidades. A Samsung Life foi uma empresa privada desde a sua fundação em 1957 até se tornar pública em maio de 2010. A IPO foi a maior da história da Coreia do Sul e fez da Samsung Life uma das mais importantes empresas do país medido pelo valor de mercado. Sua sede está situada em frente ao Namdaemun, um portão histórico localizado no coração de Seul.